# La Chute des géants
 (décembre 2024).
Si vous disposez d'ouvrages ou d'articles de référence ou si vous connaissez des sites web de qualité traitant du thème abordé ici, merci de compléter l'article en donnant les références utiles à sa vérifiabilité et en les liant à la section « Notes et références ».
La Chute des géants (titre original : Fall of Giants) est un roman historique de Ken Follett, écrit en 2010. C'est le premier volet du Siècle, une série de trois longs romans historiques couvrant l’ensemble du XXème siècle sur plusieurs continents, à travers les histoires de plusieurs familles qui vont se croiser. Il s'agit du 29e roman de Ken Follet, qui plonge le lecteur dans l’ambiance d’un monde qui disparaît avec la Première guerre mondiale. La suite est le roman historique "L'Hiver du monde", consacré à l’entre-deux guerres, lui-même suivi d’un troisième, dédié à l’après-guerre, "Aux portes de l'éternité".

## Résumé
Au pays de Galles, dans la ville fictive de Aberowen, Billy Williams a 13 ans. Il est le fils d'un leader local du syndicat des mineurs du pays de Galles. L'année 1911 est celle de sa première descente au fond, tandis que sa grande sœur Ethel est embauchée au château du comte Fitzherbert, dont elle va devenir l'intendante, puis la maîtresse en 1914. Elle tombe enceinte. Le comte reçoit le roi George V dans sa propriété et discute des risques de guerre avec Walter von Ulrich, attaché à l'ambassade d'Allemagne, et Gus Dewar, fils d'un sénateur américain. Le 4 août 1914, l'Allemagne envahit la Belgique. Malgré l'opposition de son père, Walter épouse Maud, sœur de Fitz et suffragette, avant de retourner en Allemagne. Fitz part de son côté combattre en France. Il croise Walter sur le front de la Somme. 
La femme russe de Fitzherbert, la princesse Bea, accouche de Boy, tandis qu'Ethel, éloignée à Londres, donne naissance à Lloyd. Elle travaille dans un journal créé par Maud. En 1916, Billy fait la connaissance de Mildred, jeune couturière mère de deux enfants, avant de retrouver Fitz au front. Bernie, un ami proche d'Ethel, l'épouse en 1917.
En Russie, les soviets sont créés. Traqué par la police, Lev Pechkov s'embarque pour les États-Unis, laissant sa conjointe Katerina enceinte. Elle met au monde Volodia et épouse le frère de Lev, Grigori, sergent de l'armée impériale russe puis artisan de la révolution d'Octobre. 
Aux États-Unis, Lev épouse la fille d'un richissime Russe immigré et chef d'un groupe mafieux, qui donne naissance à Daisy. Il a aussi un fils, Greg, avec sa maîtresse. Gus est un collaborateur du président Wilson et assiste aux manœuvres diplomatiques qui amènent les États-Unis à déclarer la guerre à l'Allemagne.
Walter organise le voyage de Lénine vers la Russie et lui donne de l'argent pour soutenir son action et renverser le gouvernement provisoire. Les bolcheviks prennent le pouvoir et signent l'armistice avec l'Allemagne. En 1918, Bea donne naissance à son second fils, Andrew. Le président Wilson crée la SDN. Billy est envoyé en Sibérie pour récupérer les armes fournies par les alliés et les prisonniers allemands. Les Allemands signent l'armistice le 11 novembre. En 1919, Billy est condamné à 10 ans de travaux forcés en Russie pour avoir envoyé des lettres codées à Ethel. Maud retrouve Walter, s'attirant de nombreuses critiques, et le suit en Allemagne après la signature du traité de Versailles. En 1920, Billy est libéré et épouse Mildred.
La Chute des géants est le premier tome d'une trilogie intitulée « Le siècle », qui fait passer le lecteur de la Première Guerre mondiale dans le tome 1 à la montée des totalitarismes puis la Seconde Guerre mondiale dans le tome 2, baptisé L'Hiver du monde et paru le 18 septembre 2012, et qui s'achève avec le tome 3, intitulé Aux portes de l'éternité et paru le 25 septembre 2014, avec l'ère des troubles sociaux, politiques et économiques des années 1960 à 1990.

## Distinction
La chute des géants n'a remporté qu'un seul titre
Goodreads Choice Awards best historical fiction 2010